# لغة تسونغا
لغة تسونغا (التسونجا: Xitsonga) هي إحدى اللغات المتحدثة في جنوب أفريقيا.

## مزيد من القراءة
- van Wyk، E. B.؛ Odendal، F. F.؛ Nkatini، N. L. (2012) [1988]، "Comparison between the phonetic systems of Afrikaans and Tsonga"، South African Journal of Linguistics، تايلور وفرانسيس، ج. 7، ص. 38–45، DOI:10.1080/10118063.1989.9723787